# Myaka myaka
Myaka myaka ist eine Fischart aus der Familie der Buntbarsche (Cichlidae). Sie kommt endemisch im Vulkansee Barombi Mbo in Westkamerun vor. Die Art wurde nach einem lokalen Namen für diese Buntbarsche benannt.

## Merkmale
Myaka myaka hat eine typische Buntbarschgestalt und wird etwa 8 cm lang, womit sie die kleinste Buntbarschart des Barombi Mbo ist. Die Fische sind graugrün gefärbt und besitzen gelbe Bauchflossen. Während der Fortpflanzungszeit werden die Männchen tief blauschwarz. Nur die goldene Iris kontrastiert dann zur Körperfärbung. Das Maul steht schräg nach oben, in einem Winkel von 50° zur Horizontalen. Es ist mit zwei Zahnreihen besetzt, die Zähne der äußeren sind klein und von geringer Zahl, die inneren sind dreispitzig. Die untere Pharyngealia ist deutlich länger als breit, der kleine bezahnte Bereich ist mit einem Feld von dünnen, einspitzigen Zähnen bedeckt. Die Rückenflosse der Tiere wird von 14 bis 15 Stacheln und von 10 bis 12 Weichstrahlen gestützt. Die Anzahl der Stacheln in der Afterflosse beträgt 3, die der Weichstrahlen 8 bis 10. Die Wirbelzahl liegt bei 28 bis 29.

## Lebensweise
Myaka myaka lebt im Barombi Mbo in offenem Wasser in einer Wassertiefe von zehn Meter und unterhalb. Er ist ein Kleinstpartikelfresser und ernährt sich von Phytoplankton, von Büschelmückenlarven und Detritus. Zum Laichen suchen die Fische flachere Regionen auf. Sie sind ovophile Maulbrüter, d. h. nur die Eier werden ins Maul aufgenommen, die Jungfische nicht mehr.

## Gefährdung
Die Art wird von der IUCN als vom Aussterben bedroht (Critically Endangered) eingeschätzt. Die Gefährdung besteht in der zunehmenden Verschmutzung und Sedimentation des Barombi Mbo, der damit zusammenhängenden zunehmenden Sauerstoffarmut der tiefen Wasserregionen und einer plötzlichen Ausgasung von Kohlenstoffdioxid. Der Fischfang im See ist verboten.